# Antoine Ponchard
Antoine Ponchard (Boussu, 1758 - París, agost de 1827) fou un compositor francès. Pare de Louis Antoine Ponchard el qual creà una nissaga de músics i cantants.
Als set anys entrà com a infant de cor en l'església principal de Péronne, i després completà els seus estudis amb el mestre de capella de la catedral de Lieja. Al tornar a França fou mestre de capella a Sant-Maloù, càrrec que desenvolupà després a Bourges, i a Auxerre. La Revolució el feu perdre la seva feina fins que el 1803 fou nomenat director d'orquestra del Gran Teatre de Lió, i el 1815 mestre de capella de l'església de Sant Eustaqui de París.
Deixà: cinc Misses per a veus i orquestra; dos Credos; quatre O Salutaris; un Ofertori i d'altres composicions religioses.